# 盲目のヨシノリ先生〜光を失って心が見えた〜
『盲目のヨシノリ先生〜光を失って心が見えた〜』（もうもくのヨシノリせんせい ひかりをうしなってこころがみえた）は、2016年8月27日（土）21:14 - 23:14に日本テレビ系『24時間テレビ 愛は地球を救う39』内で放送されたスペシャルドラマ。
実在する全盲の中学校教師・新井淑則が自らの体験を記したノンフィクションをもとにしている。主演は加藤シゲアキ。
平均視聴率は20.5%（ビデオリサーチ調べ、関東地区・世帯）。

## あらすじ
緒ノ崎快は、かつての恩師である新井淑則の元へ、息子ができたことを報告しに行こうと淑則の家に家族を連れて行くが、出て来たのは小さな女の子（淑則の娘）で、家の様子もおかしい。
一室の部屋には、かつての熱血ぶりが消え去り、変わり果てた淑則本人がいた。淑則は網膜剥離が悪化し、両目を失明していた。ごめんなとしか言わず、ずっと心を閉ざしている淑則を見た妻の真弓は淑則と言い争いになるが、目を失っても心があるという言葉に、淑則は再び教壇に立とうと奮闘する。

## キャスト
- 新井淑則 - 加藤シゲアキ
- 新井真弓（淑則の妻） - 沢尻エリカ
- 青井修平（淑則の大学の先輩） - 小泉孝太郎
- 宮城道雄（弱視の教師） - 若林正恭
- 緒ノ崎快（淑則の教え子） - 小瀧望（語り兼任）
- 相田京介 - 橋本涼（ジャニーズJr.）
- 秋山翔太 - 井上瑞稀（ジャニーズJr.）
- 井川勇樹 - 髙橋優斗（ジャニーズJr.）
- 榊京太（淑則のリハビリ支援員） - 小山慶一郎[4]
- 益田（教育委員会・担当者） - 山中崇
- 緒ノ崎優奈（緒ノ崎の妻） - 田中美麗
- 大澤町長 - 中村梅雀
- 大澤慶子（大澤町長の妻） - 神保美喜
- 弓子（真弓の母） - 風吹ジュン
- 新井則安（淑則の父） - 橋爪功
- 新井洋子（淑則の母） - 高林由紀子

## 備考
- 当初、榊京太役には高畑裕太がキャスティングされていたが、高畑が放送4日前に強姦致傷容疑で逮捕されたため降板。本作で高畑が演じることになっていた役柄はドラマの構成上、カット出来ない重要な役柄であったことから、製作サイドでは小山を急遽代役として起用、高畑の出演場面全てについて改めて撮影し直して放送する措置を執った[4]（高畑は同年9月9日に釈放・不起訴となったが、所属事務所と契約解除となった）。
- ドラマ放送翌日の『24時間テレビ』では、新井のドキュメンタリーも組まれ、かつて担任をしていた教え子と再会した[要出典]。
- 2016年8月20日放送の『世界一受けたい授業』において、本作の主人公のモデルとなった新井淑則が出演した[5]。

## スタッフ
- 原作 - 新井淑則『光を失って心が見えた 全盲先生のメッセージ』（金の星社）
- 脚本 - 水橋文美江
- 演出 - 中島悟
- 音楽 - 得田真裕
- 音楽プロデュース - 志田博英
- 盲導犬指導 - 野島玲子（アイメイト協会）
- 所作指導 - 松橋次郎、佐々木桂（国立障害者リハビリテーションセンター）
- 医事指導 - 平松類
- ピアノ指導 - 廣瀬かすみ
- サッカー指導 - 秋澤正樹
- ロケ協力 - 一般社団法人秩父地域おもてなし観光公社、秩父鉄道、秩父市、横瀬町、小鹿野町、皆野町　ほか
- チーフプロデューサー - 西憲彦
- プロデューサー - 大倉寛子、尾上貴洋（AXON）
- 協力プロデューサー - 櫨山裕子
- 制作協力 - AX-ON
- 制作著作 - 日本テレビ